# 大阪府済生会野江病院
大阪府済生会野江病院（おおさかふさいせいかいのえびょういん）は、大阪府大阪市城東区にある公的医療機関。臨床研修病院や大阪府がん診療拠点病院（府指定）、地域医療支援病院などの指定を受けている。
野江医療福祉センターには野江病院、野江特別養護老人ホーム城東園、鯰江地域在宅サービスステーション、野江訪問看護ステーション、大阪済生会野江看護専門学校がある。

## 沿革
- 1946年（昭和21年）9月 - 城東診療所として開院。
- 1951年（昭和26年）10月 - 野江病院に昇格。
- 1967年（昭和42年）7月 -総合病院となる。
- 1982年（昭和57年）11月 - 今福東に新築移転
- 1994年（平成6年）4月 - 大阪済生会野江看護専門学校が開校。
- 2009年（平成16年）4月 -日本医療機能評価機構 病院機能評価認可
- 2008年（平成20年）7月 - DPC包括支払制度開始
- 2009年（平成21年）3月 - 大阪府がん診療拠点病院指定
- 2011年（平成23年）5月 - 古市一丁目に新築移転。
- 2013年（平成25年）11月 - 地域医療支援病院認可
- 2014年（平成26年）4月 - 病床400床に増床

## 診療科
（この節の出典）
- 総合内科
- 呼吸器内科
- 血液･リウマチ内科
- 消化器内科
- 糖尿病・内分泌内科
- 循環器内科
- 腫瘍内科
- 神経内科
- 小児科
- 外科
- 整形外科
- 脳神経外科
- 心臓血管外科
- 呼吸器外科
- 形成外科
- 肛門外科
- 産科 - 2020年7月現在、当院にNICU（新生児集中治療室）が無い。対応できる早産児は妊娠35週以降であり、35週未満で早産が避けられない場合には、NICUのある病院へ母体搬送する[4]。
- 婦人科
- 皮膚科
- 耳鼻咽喉科
- 泌尿器科
- 眼科 - 眼科専用手術室を有する[5]。
- リハビリテーション科
- 手術部
- 麻酔科 - 2019年の総手術件数は4,337件で、そのうち麻酔科が麻酔を担当したのは、2,312件[6]。
- 病理診断科
- 放射線治療科
- 放射線診断科
- 臨床検査科
- 救急集中治療科 - 2019年の救急応需数は約6,000台と大阪市内でもトップクラスになっている[7]。
- ICU・CCU科 - ICU（集中治療室）、CCU（冠状動脈疾患管理室）計8床[8]。
- 脳卒中センター
- 創傷治癒センター
- 心臓・血管センター
- 呼吸器センター
- 消化器センター
- 無菌治療センター

## 医療機関の認定
（下表の出典）
| 保険医療機関 | 労災保険指定病院 |
| 母体保護法指定医の配置されている医療機関 | 生活保護法指定病院（中国残留邦人等の円滑な帰国の促進並びに永住帰国した中国残留邦人等及び特定配偶者の自立の支援に関する法律（平成六年法律第三十号）に基づく指定医療機関を含む。） |
| 臨床研修病院 | 結核指定病院 |
| 肝疾患診療連携拠点病院 | 特定疾患治療研究事業委託医療機関 |
| 原子爆弾被害者一般疾病医療取扱病院 | DPC対象病院 |
| 指定小児慢性特定疾病医療機関 | 指定自立支援医療機関（精神通院医療） |
| 無料低額診療事業実施医療機関 | 身体障害者福祉法指定医の配置されている医療機関 |
| 診療科名中に産婦人科、産科又は婦人科を有する病院にあっては、公益財団法人日本医療機能評価機構が定める産科医療補償制度標準補償約款と同一の産科医療補償約款に基づく補償の有無 | 公害医療機関 |
| 地域医療支援病院 | |

- 公益財団法人日本医療機能評価機構認定病院(3rdG:Ver.2.0(4回目,2019年7月12日認定,2024年4月18日認定有効期限))[10]
- このほか、各種法令による指定・認定病院であるとともに、各学会の認定施設でもある。

## 不祥事・医療ミス・医療事故
- 2014年12月 - 中学3年の男子生徒が、2012年10月、休み時間に学校の校庭でサッカーをしていた際に転倒して左大腿骨を骨折。当院に救急搬送される。病院では骨折の治療を受けて退院したが、左の太ももの痛みと腫れが引かず、何度も受診。しかし病院側は骨折に伴う症状との診断を変えなかった。そこで別の病院に行ったところ、2013年3月に悪性腫瘍と診断された。同年5月に左足の切断手術を行ったものの、悪性腫瘍は肺や脳に転移しており、少年は2014年12月に死亡した。訴訟で遺族側は、病院側が骨折と即断して、適切な検査もせずに放置したと主張。病理検査を尽くしていればすぐに左足の切断手術ができ、転移を防ぐことができたと訴えていた。2017年1月、遺族側と病院が和解した[11]。

## 働き方の特色
- 医師・看護師は男女関係なく夜勤宿直 をするが、事務職の夜間当直業務は男性事務職員のみが担い、女性は日中の救急外来の日直を担う。
- 職員の休日は土日・年末年始・ゴールデンウィークの数日のみで、祝日は勤務日である。
- 労働組合が存在し、活発に活動をしている。

## 交通アクセス
- OsakaMetro長堀鶴見緑地線「今福鶴見駅」(1番出口)より徒歩約12分[12]
- Osaka Metro 今里筋線「新森古市駅」(1番出口)下車 徒歩13分[12]
- 大阪シティバス「関目南2丁目」停留所より徒歩2分[12]
- その他患者向けに無料巡回バスあり。詳細は公式サイトを参照。

## 周辺
- 大阪市立菫中学校[12]
- 大阪市立城東屋内プール[12]